# Острова Лулу
«Острова Лулу» (фр. Les Mistigris; англ. Lulu's Islands) — анимационный детский телесериал, премьера которого состоялась 5 октября 2009 года в утреннем программном блоке TFOU на французском телеканале TF1. Он спродюсирован компаниями Interactive Project 4 You (IP4U) из Валансьена и Patoon-Animation из Парижа. Мультсериал использует перекладную анимацию и ориентирован на юных зрителей.

## Синопсис
Животные самых разных видов счастливо живут на нетронутом архипелаге под названием Вандерли. Однажды всё меняется, когда котёнок по имени Лулу встречает первого человека, когда-либо высадившегося на их берег: Пеппи (или Пепина), юного выжившего после кораблекрушения, который оказался изгоем.

## Персонажи
- Лулу — озорной котёнок-сорванец, главный герой мультсериала.
- Ромео — слонёнок.
- Эрик — волчонок.
- Симона — бульдог.
- Изабель — жираф, учитель детей.
- Пеппи (Пепин) — человек, который застрял на Вандерли.

## Производство
Разработка мультсериала «Острова Лулу» началась в парижской студии HLC Productions в 2005 году под названием Lulu la Peste и обошлась в 137000 евро. К 2008 году бюджет вырос до 2931000 евро.
В производстве мультсериала участвовали: режиссёр Эрик Бертье, сценарист Валери Барански и продюсер Патриция Роберт, которая в марте 2008 года основала Patoon-Animation исключительно для нового шоу. Пьер Жилле из бельгийского музыкального и пост-продакшн издательства Dame Blanche выступил в качестве композитора.

## В России
В России мультсериал «Острова Лулу» транслировался на телеканале «Карусель».